# Tojás (gasztronómia és kultúra)

Tyúktojás keresztmetszete

A tojás egyetlen sejtből (petesejtből) és az azt körülvevő tartalék tápanyagokból és védőrétegekből áll. A petesejt, illetve megtermékenyülés után a zigóta a tojás sárgája; ezt a tápanyagraktárként működő tojásfehérje veszi körül. A tojást burkolatok védelmezik, amelynek fő alkotó eleme általában a mész. Ennek köznyelvi neve a tojáshéj. A tojás az emberiség létének hajnalától az egyik legjelentősebb táplálékforrás. Ennek oka, hogy általában könnyebben megszerezhető volt, mint például a hús. Tápértéke a húséval vetekszik mind fehérje, mind zsírtartalmát tekintve.
Az emberi étkezésben a tyúktojás fogyasztása a legelterjedtebb de fogyasztják a kacsa, fürj, liba és strucc tojását is. Vad szárnyasok tojása is ehető, például különböző vadkacsák, vadludak és tengeri madaraké.

## A tyúktojás mint emberi élelemforrás
| Energia 155 kcal 647 kJ |        |
| Szénhidrátok | 1.12 g |
| Zsír | 10.6 g |
| Fehérje | 12.6 g |
| Víz | 75 g   |
| A-vitamin ekviv. 140 μg | 18%    |
| Tiamin (B1-vitamin) 0.66 mg | 57%    |
| Riboflavin (B2-vitamin) 0.5 mg | 42%    |
| Pantoténsav (B5-vitamin) 1.4 mg | 28%    |
| Folsav (B9-vitamin) 44 μg | 11%    |
| Kalcium 50 mg | 5%     |
| Vas 1.2 mg | 9%     |
| Magnézium 10 mg | 3%     |
| Foszfor 172 mg | 25%    |
| Kálium 126 mg | 3%     |
| Cink 1.0 mg | 11%    |
| Kolin | 225 mg |
| Koleszterin | 424 mg |
| For edible portion only. Refuse: 12% (Shell) A százalékos értékek az amerikai felnőttek számára javasolt napi mennyiségre (RDA) vonatkoznak. Forrás: USDA tápanyag adatbázis |        |

Az átlagos tyúktojás jellemzői:
1. Szabályosság: a tojás az egyik végén hegyesedő, a másik végén nem teljesen kerek, és nincs elnyúlva sem.
2. Héjának a színe lehet fehér vagy barna, ami a minőséget a szakirodalom szerint nem befolyásolja.
3. Méretek: a jó minőségű, közepes nagyságú tyúktojás tömege 50-60 gramm között van.
4. Súlyarányok: átlagosan a tyúktojás külső fehér héja a súlyának 12 százalékát teszi ki, míg a fehérje 58, a sárgája 30 százalékát adja.
5. Osztályozása: A tyúktojásokat méretük szerint hét osztályba sorolják, míg frissességük szerint három (A, B, C) besorolás létezik. Az A minőségű tojás a legfrissebb, a C besorolású már csak ipari felhasználásra alkalmas.
6. Vitamintartalma: a tojásban jelentős mennyiségű az A-, a B2-, a D- és az E-vitamin-, valamint a karotintartalom. „A jó minőségű tojássárgájában egy felnőtt ember napi A-vitamin-szükségletének egyharmada halmozódik fel, D-vitamin-tartalma pedig a tőkehalmáj után a legnagyobb.”[1]

|                      | víz  | fehérje | zsír | cukrok | ásványi anyagok |
| -------------------- | ---- | ------- | ---- | ------ | --------------- |
| Egész beltartalmában | 74,0 | 13,3    | 10,8 | 0,6    | 1,3             |
| A fehérjében         | 86,0 | 12,2    | 0,2  | 0,8    | 1,0             |
| A sárgájában         | 50,0 | 16,0    | 32,0 | 0,0    | 2,0             |

## A kereskedelmi forgalomba kerülő tyúktojás jelzése

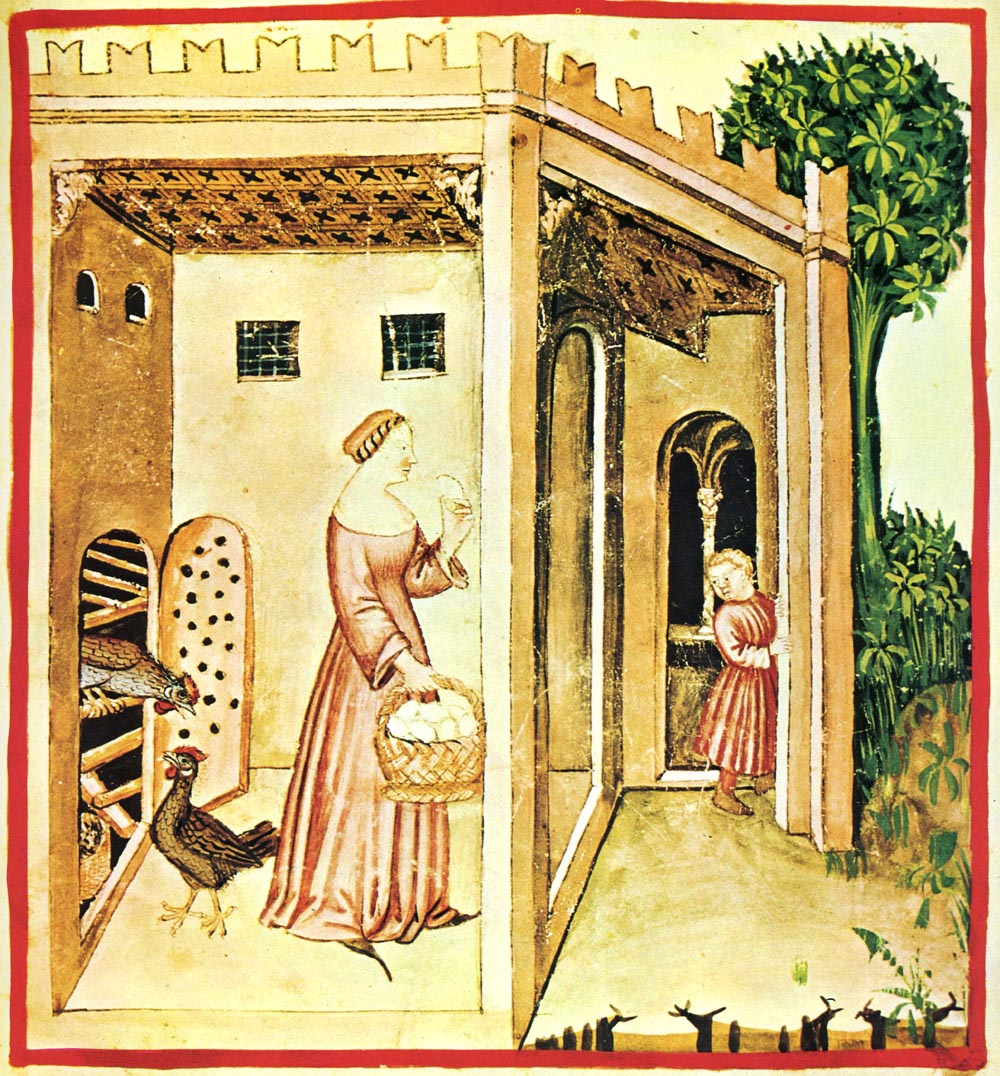
Baromfiudvar egy középkori kódexben

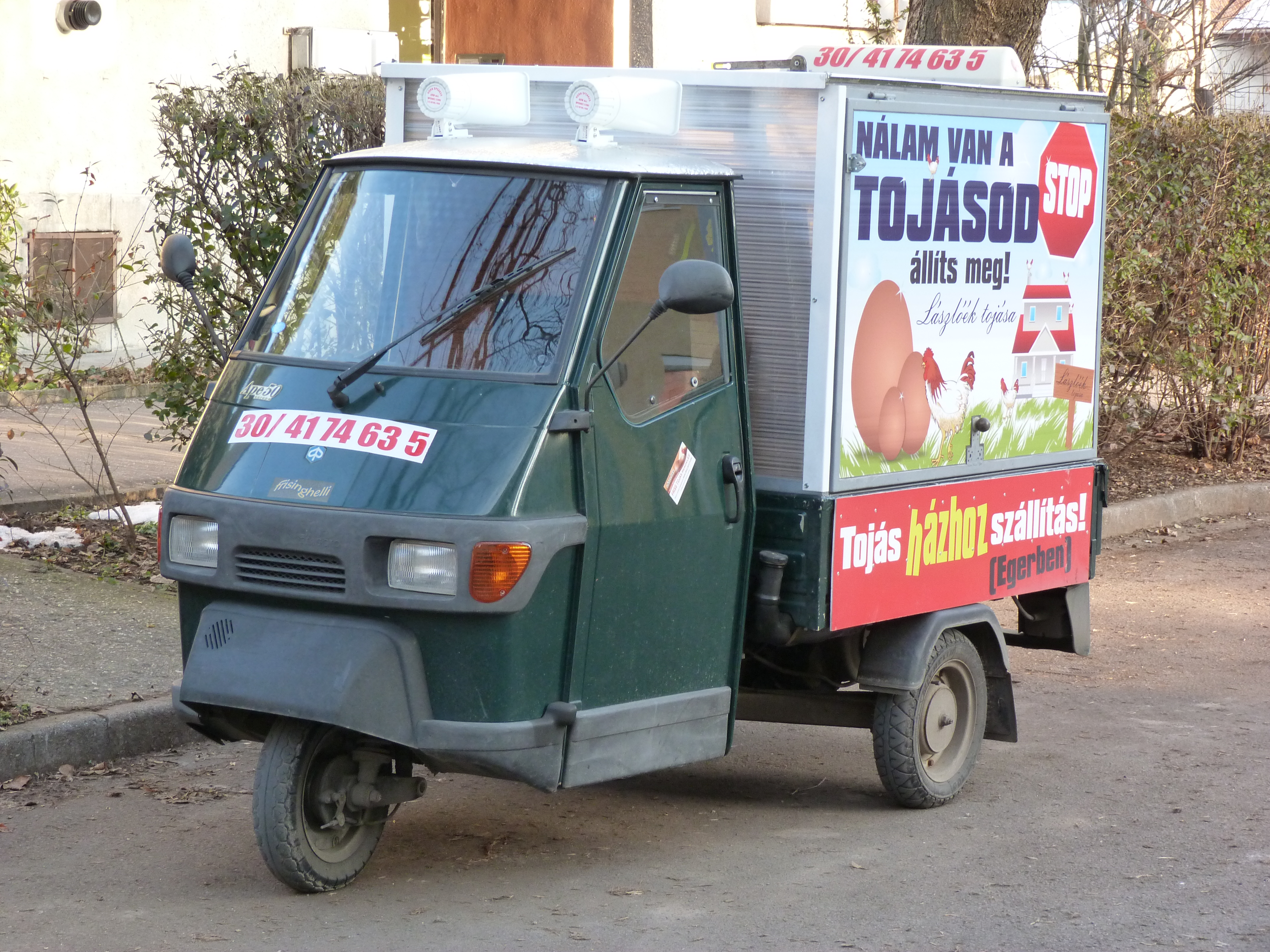
Tojásjárat

A szám a tyúk tartásának körülményeire utal, utána következik az országkód (Magyarországon HU):
- 0 – „biotojás” – a tyúkokat hagyományosan tartották, és a takarmány is vegyszermentes volt
- 1 – a tyúkokat hagyományosan tartották, ám esetenként gyógyszeres-vegyszeres táppal kezelték
- 2 – csarnokban, mély alomban, rudakon tartott állatok, csőrlevágással
- 3 – ipari körülmények között tartott tyúkok, csőrlevágott állatok, vegyszeres táppal és gyógyszerekkel etetve[2]

A tojás a kereskedelemben az egész világon hasonló módon, csomagolásban kerül forgalomba.

## Tojáslikőrök
- Advocaat (Belgium, Hollandia)
- Rompope (Latin-Amerika északi része, különösen Mexikó)

## A tojás a kultúrában
A tojás minden nemzet kultúrájában kiemelkedő jelentőséggel bír, a termékenységet, a megújuló életet szimbolizálja. Általában a tavaszhoz, a tavaszi napéjegyenlőséghez kötődő ünnepek idején előszeretettel használják a tojást ajándékozásra, díszítésre. A keresztény kultúra is megőrizte a piros tojás használatát a húsvéti ünnepek során, a 12. századtól a parasztházaknál tojásszentelést tartottak. Mai napig elterjedt pl. Magyarországon is a tojás festése, ami egy kultikus cselekedet. Az ortodox vallásban a halottkultuszban is szerepet játszik a tojás (a halottak sírjára teszik).

### A tojáshoz fűződő hiedelmek

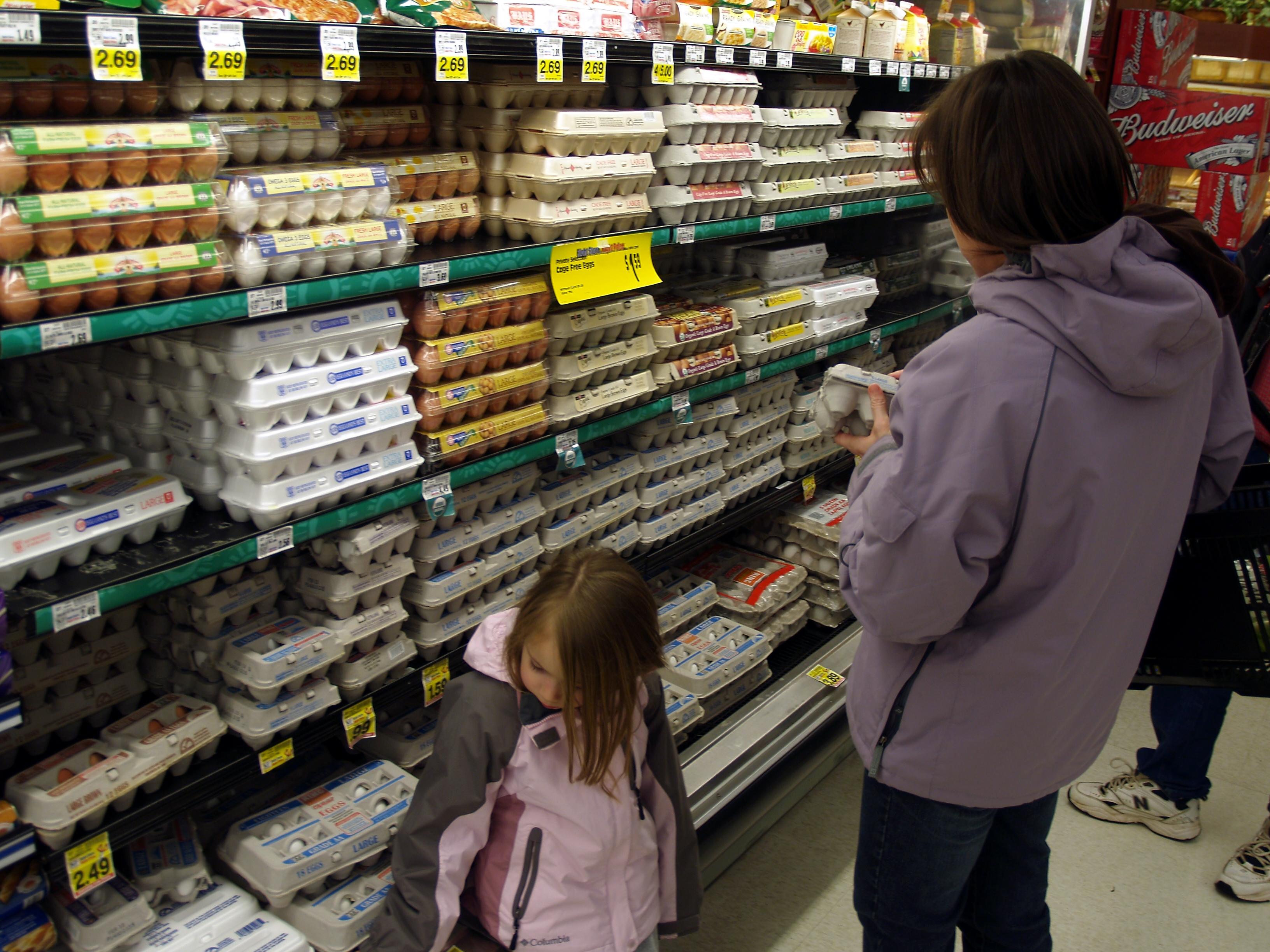
Tojás a kiskereskedelemben

A tavaszi hímestojás gyűjtéséhez kapcsolódó hiedelem a szaporodással, fajfenntartással kapcsolatos. A tojások a megszületendő életeket szimbolizálják.
A hímestojásokat jóslásra is használták a ráfestett szimbólumok értelmezésével.
A lakásban a barkaágakra akasztott kifújt hímes, festett tojások tojásfa néven ismeretesek. A népi hiedelem szerint fiatal házasoknak a tojásfa alatt csókolózni bőséges gyermekáldást jelent.
„Egyes vidékeken a felszentelt tojást – a karácsonyi almához hasonlóan – annyi részre osztották, ahány tagja volt a családnak, hogy az összetartozók mindig mindenhonnan visszataláljanak egymáshoz.” A magyar vidékeken is elterjedt patkolt tojásnak rontáselhárító hatást tulajdonítottak.

### A tojás a művészetben
Festőművészet
- A Képtárban látható példa: Piero della Francesca Mária gyermekével, szentekkel és Federico da Montrefeltróval című festménye (Milánó, Galleria di Brera). Szűz Mária feje felett, az apszis kagylódíszére egy strucctojás van felfüggesztve, amely egyaránt szimbolizálhatja az univerzum négy elemét, a teremtést és a szeplőtelen fogantatást is.

## Érdekességek
- 1999 őszétől a tojásnak október második péntekén világnapja van.
- Tojással szaporodik a madarakon és a hüllőkön kívül néhány emlős faj is. A köznyelvben a halak és a hangyák petéit is szokás tojásnak nevezni, bár biológiailag nem azok: haltojás, hangyatojás. A legnagyobb tojás a struccé, az élő fajok között.
- Az easter eggek (angol kifejezés a húsvéti tojásra) rejtett üzenetek vagy funkciók, melyeket filmekben, DVD-ken, könyvekben vagy CD-ken találhatunk meg.
- Ha a tojást túl sokáig főzik, a benne található vas és kéntartalom miatt a sárgája zöldes bevonatot kap.[4]

## Képtár

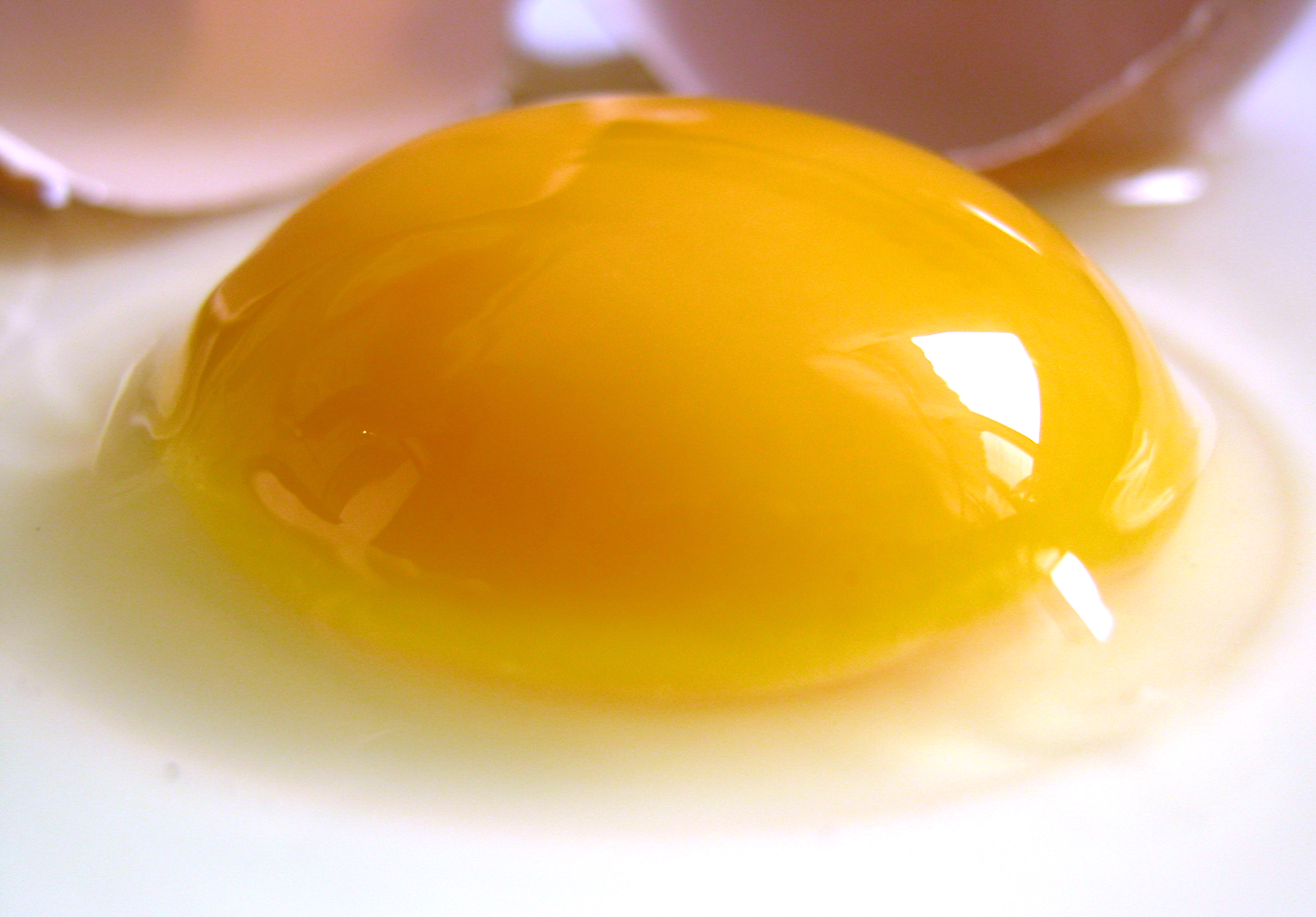
Feltört tojás
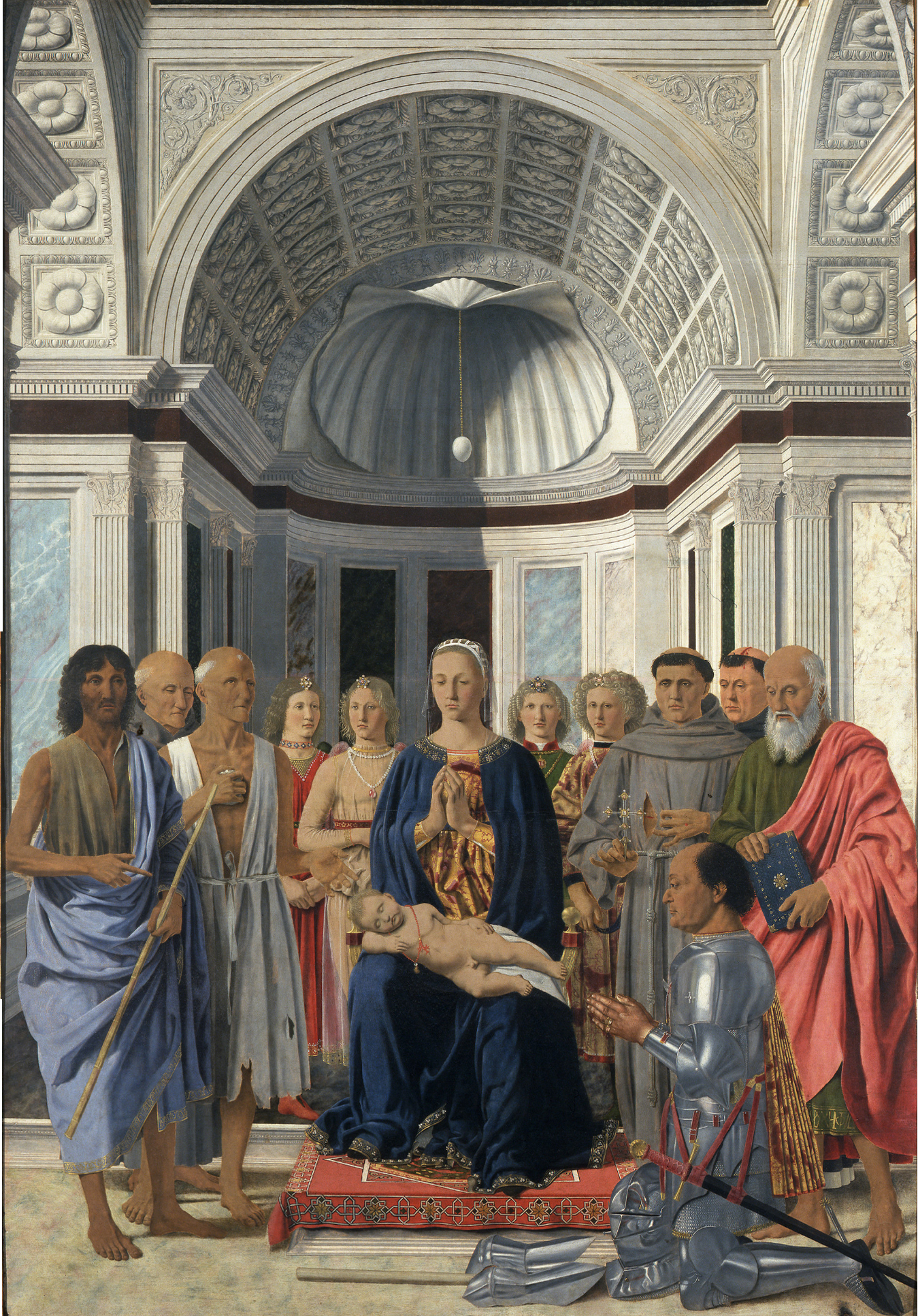
Piero della Francesca Mária gyermekével, szentekkel és Federico da Montrefeltróval
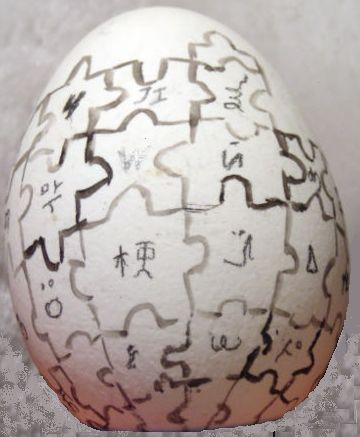
Húsvéti tojás Wikipédia-logóval
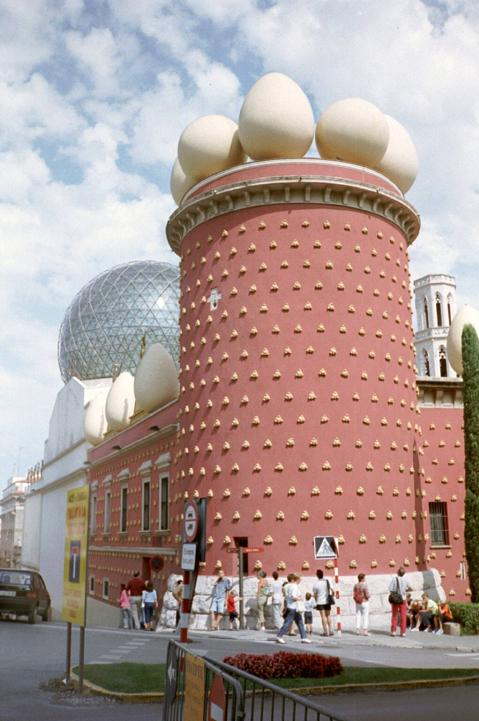
Salvador Dali múzeum a spanyolországi Figueresben

### On line
- http://mek.oszk.hu/02100/02115/html/2-1459.html
- https://web.archive.org/web/20070808143318/http://www.ofe.hu/teka/t1/pipi2.1.1.htm
- http://www.terebess.hu/tiszaorveny/tojas.html
- https://web.archive.org/web/20070622002921/http://www.elelmezesvezetok.hu/szamok/07/03/12.htm

### Könyvek
- Receptek: Csaba Emese (főszerkesztő): Gyógyító ételek, ártalmas ételek. (nyomdai előkészítés: Alinea Kft.). 1. magyar nyelvű kiadás. Budapest: Reader's Digest Kiadó Kft. 1996.  ISBN 963-8475-23-4, ISBN 978-963-8475-08-4
- Receptek: Dr. Fövényi József – Papp Rita: Cukorbetegek új diétáskönyve. 4. kiadás. Budapest: Medicina Könyvkiadó. 1998.  ISBN 963-242-504-9, ISBN 978-963-242-504-7  74. oldal